# Falsophrixothrix costatus
Falsophrixothrix costatus är en skalbaggsart som beskrevs av Maurice Pic 1955. Falsophrixothrix costatus ingår i släktet Falsophrixothrix och familjen Rhagophthalmidae. Inga underarter finns listade i Catalogue of Life.